# Toujours debout
Toujours debout – singel Emmanuela Moire promujący album La rencontre, wydany 16 stycznia 2016 nakładem Universal Music oraz Mercury Records.
Singel notowany był na 34. miejscu walońskiego zestawienia Ultratop 50 Singles w Belgii, a także 163. pozycji na liście Top Singles & Titres we Francji.
Do utworu powstał tekstowy teledysk. 

## Lista utworów
- Promo, digital download[1]

1. „Toujours debout” – 3:48

## Pozycja na liście sprzedaży
| Kraj    | Notowanie (2016)     | Najwyższa pozycja |
| ------- | -------------------- | ----------------- |
| Belgia  | Ultratop 50 Singles  | 34                |
| Francja | Top Singles & Titres | 163               |